# Acmaeodera reflexa
Acmaeodera reflexa är en skalbaggsart som beskrevs av Barr 1992. Acmaeodera reflexa ingår i släktet Acmaeodera och familjen praktbaggar. Inga underarter finns listade i Catalogue of Life.